# 舌

舌の表面

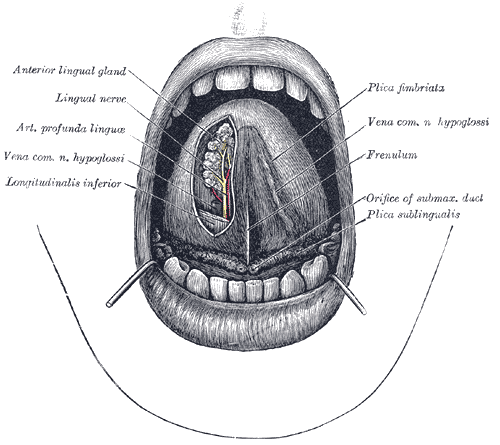
舌の裏側

味覚地図。1.苦味、2.酸味、3.塩味、4.甘味

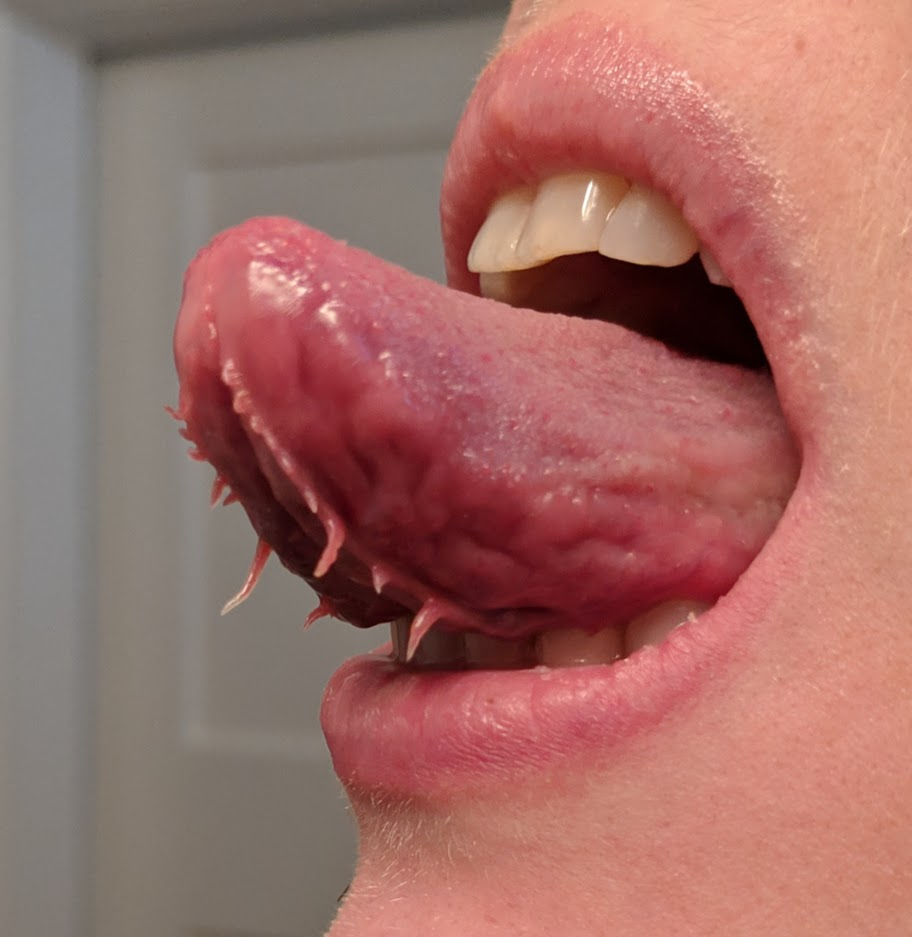
采状ヒダ

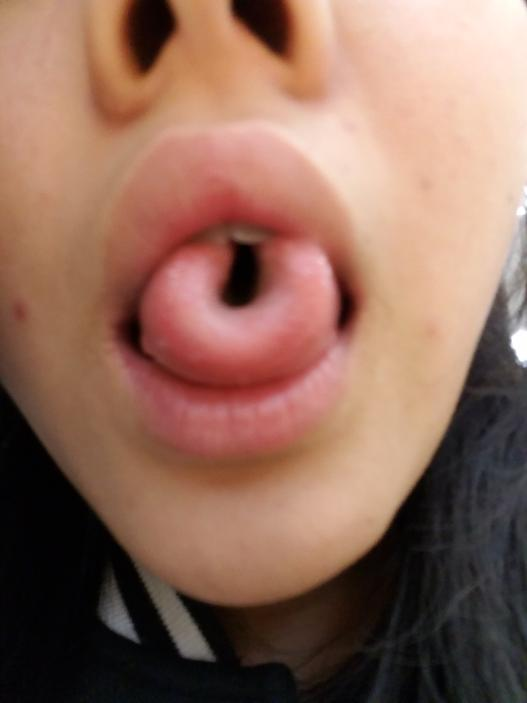
舌の運動能力

舌（ぜつ、した）は、動物の口の中にある器官。脊椎動物の舌は、筋肉でできた突起物である。筋肉を様々に動かすことで、形や位置を自在に変えることができ、食物を飲み込む際、言葉をしゃべる（構音）際などに使われるので、消化器、運動器の働きをもつといえる。その運動は非常に細かく、正確にコントロールすることが可能。また、哺乳類の舌には、味覚を感じる受容器である味蕾（みらい）があり、感覚器でもある。
脊椎動物以外にあって舌と名づけられた構造は、脊椎動物の舌の形などとの類似性から名づけられたものが多く、その構造、役割などは様々である。中でも有名なものに、軟体動物の歯舌（しぜつ）がある。

## 構造
哺乳類の舌は、口の中の下側（口腔底）にある突起物。ヒトの場合、おおむね受精4 - 7週目にかけて発生し、13週頃までには完成する。表面は口腔内と同様の粘膜で覆われる。内部には、舌筋群と呼ばれる横紋筋が詰まっている。内部には、骨はない。ヒトの舌は前方の大部分が舌体、後方1/3が舌根、舌体の先端は舌尖と呼ばれる。
- 最表層は、重層扁平上皮（英語版）に覆われるが、舌の下面以外は、舌乳頭と呼ばれる細かい突起が密集しており、細かい凸凹構造になっている。舌乳頭については後述。
- 舌の内部は、粘膜の直下まで、筋肉がびっしりとつまっており、表面とのせまい隙間（粘膜固有層）は、その筋層をつつむ強靭な結合組織、舌腱膜（ぜつけんまく）になっている。舌内の筋肉の収縮時には、この舌腱膜を足場にして力を出す。
- 舌の内部全体を満たす舌筋群には、舌の内部だけを走る内舌筋と、舌の外と内部とをつなぐ外舌筋とがある。内舌筋は、上下、左右、前後それぞれの方向に走る筋線維が入り混じり、これらが協調して収縮することにより、舌の形を変えたりすることができる。外舌筋は、舌を外側から支えたり、舌を突き出したり、引っ込めたりする位置の変化に関与している。下顎骨、舌骨などから出ている。
- また、舌の表面下には、舌腺などの小唾液腺が散在し、唾液を分泌している。

### 舌乳頭
糸状乳頭
舌背の全面を覆い、先の尖った指のような形をしている。機能としては、食物をなめとりやすくしており、また舌の感覚を鋭敏にする感覚装置であるとも考えられている。糸状乳頭のわずかな働きや傾きが、結合組織乳頭の中に豊富に来ている神経によって感受されるものと考えられている。
茸状乳頭
茸の様な形状をなし、舌背に広く分布するが、その数は糸状乳頭よりははるかに少なく、白い糸状乳頭の間に所々に赤い丸い頭を見せている。表面の上皮（重層扁平上皮）が角化しておらず、下の血液が透けて見える為、赤く見える。茸状乳頭でも、結合組織乳頭が上皮に向かって、いくつかの指状の二次乳頭を出している。胎生後半と乳児期には茸状乳頭の上皮に味蕾が点在するが、成人では茸状乳頭は味蕾がほとんどないのが一般的である。
葉状乳頭
舌の後部の側面に上下に長いヒダをなし、これがラジエーターのように前後に並んでいる。ヒトでは発達が悪く不明瞭である。
有郭突起
舌背の後部、分界溝の直前に並ぶ大きな乳頭で、その数は12 - 16個が一般的である。直径2mm前後の上面の平坦な円丘が深い溝に囲まれており、溝の周囲もまたドーナツ状の丘を成している。有郭乳頭の上皮（重層扁平上皮）は茸状乳頭同様に角化していない。結合組織乳頭の上面から上皮に向かって指状の二次乳頭が多数出ている。結合組織乳頭の中には血管と多数の神経があり、後者の大部分は味蕾に行く。
また、有郭乳頭の濠の底には、漿液腺（一種の小唾液腺）が導管を持って開口している。これはエブネル腺と呼ばれ、この腺の分泌物が濠や味蕾周辺を洗い流す為、味蕾が常に新しい刺激に感受できるようになっている。

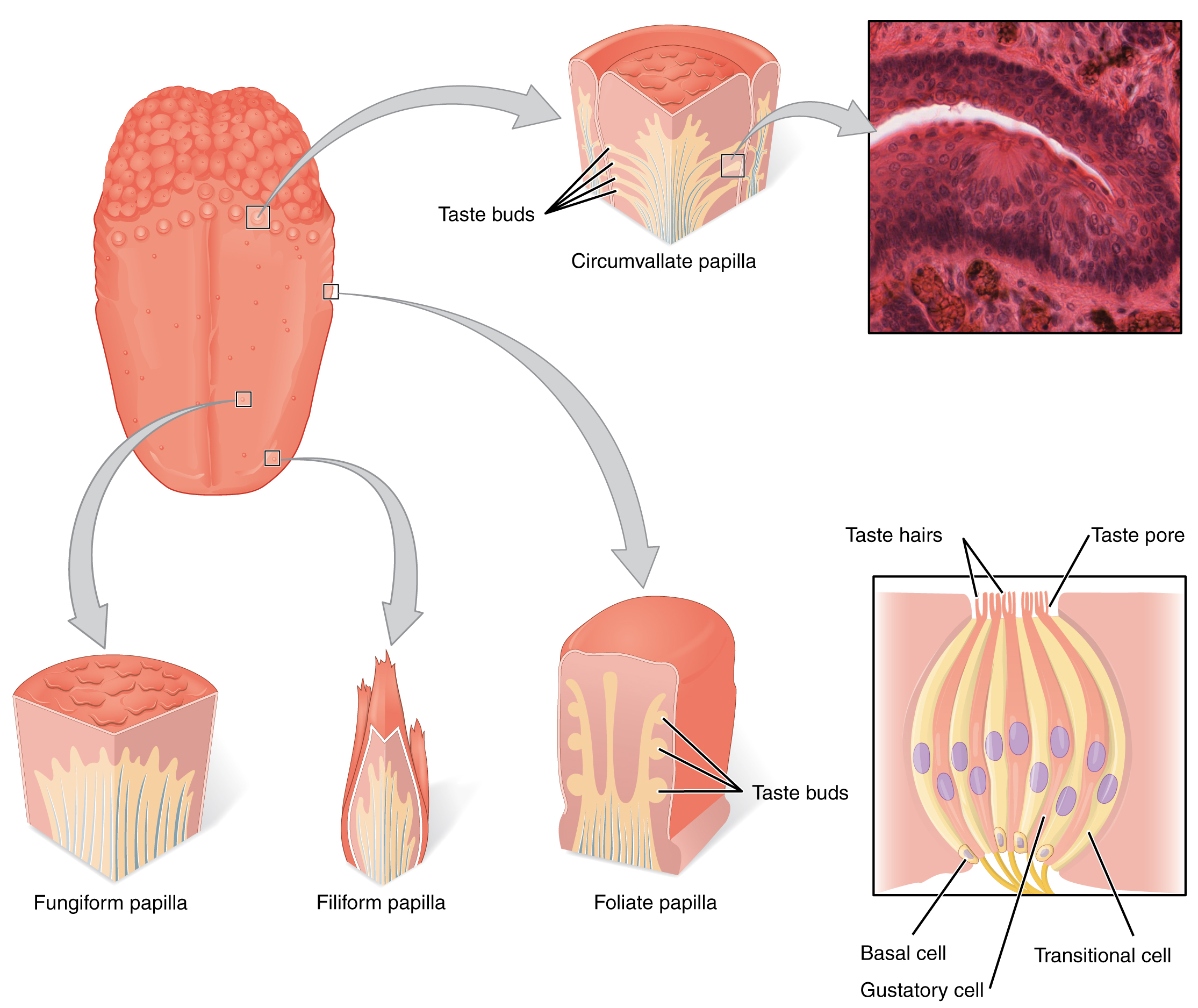
舌乳頭の分布
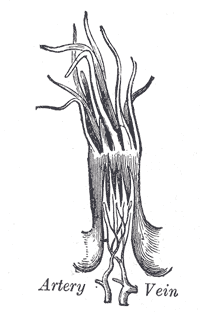
糸状乳頭
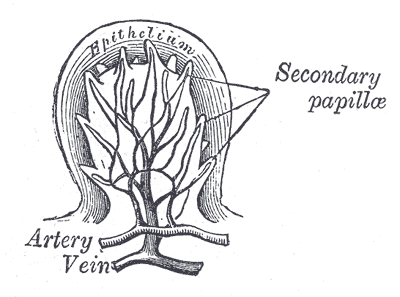
茸状乳頭の断面図
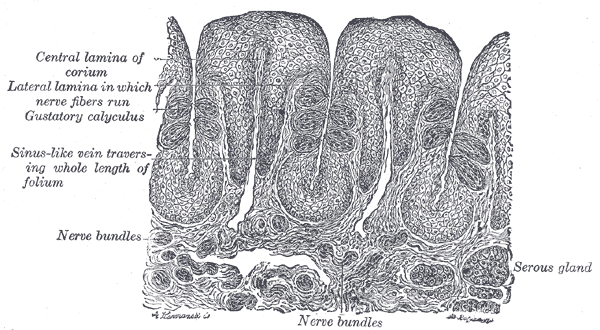
ウサギの葉状乳頭の断面図
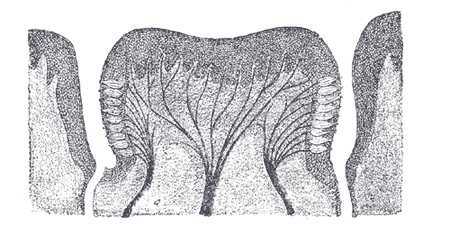
有郭突起の断面図

### 舌の神経支配
舌には、舌神経、舌下神経などの神経がつながり、その機能の制御を行っている。舌神経は、複数の脳神経からの神経線維がまざって入っている。舌の触覚、痛覚などの感覚と、味覚の情報が舌から舌神経に伝えられる。そのうち、触覚、痛覚などの感覚は、その後、三叉神経と舌咽神経を経由して脳に伝えられ、味覚は、顔面神経と舌咽神経を通って脳に伝えられる。舌下神経は、舌の筋を動かす運動性の脳神経である。

### 動物一般の舌
ほ乳類、爬虫類では舌は筋肉質で、動かし方に自由度が高いため、様々なものを操作するのに使われる。それに舌は敏感な感触器でもある。舌でぬぐう動作をなめると言うが、これらの動物の多くでは生活の上で重要な役割を果たしている。
哺乳類の場合、サル以外の動物は指先が器用でなく、もっとも細かな操作ができるのが口と舌である場合が多い。そのため、体をぬぐうこと、治療のために傷口をきれいにすることなどは口と舌を使って行う。これに対応して、唾液には殺菌作用がある。ほ乳類では生まれた新生児を嘗めてきれいにし、子供の糞便もなめて片づける。あるいは雌雄間での愛撫にも口と舌を使う例が多い。
爬虫類の舌も良く動くが、舐めるなどの操作に使うのは瞼のないヤモリ科の構成種が舌で眼を嘗めてきれいにする例がある程度。それ以外のものでは感覚器としての使用が目立つ。有鱗目のヘビ目やオオトカゲ科では舌先が二つに分かれているフォークタンで度々それを空中につきだすが、これは空気中の粒子を舌へ付着させ嗅覚器官であるヤコブソン器官へ運ぶためである。鳥類の舌は細くて硬く、あまり動かすことはできない。
魚類の舌はほとんど動かず、特に用を為さない器官であることが多い。味蕾の分布も少なく、むしろ口腔内の皮膚や口周辺、触髭、体表に多く分布している。
舌で物を操作する例で特殊なものとして、カエルやカメレオンは舌を伸ばして獲物を捕らえる。同様に捕食用に特殊化した舌は、アリや小昆虫を取るキツツキやアリクイにも見られる。
イヌなどが走るときに舌を出すのは、体温を逃がすためと言われている。全身が毛に覆われているため、体表に汗をかいても熱が逃げにくいためとされる。

カメレオンの舌
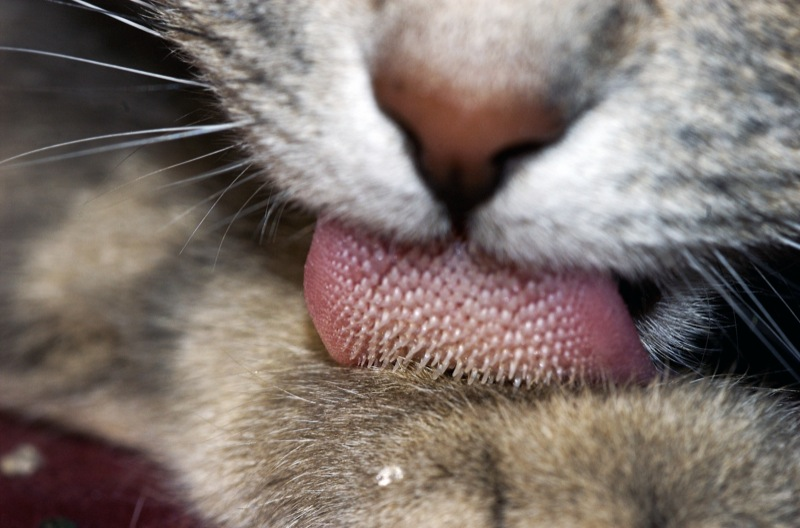
ネコの舌
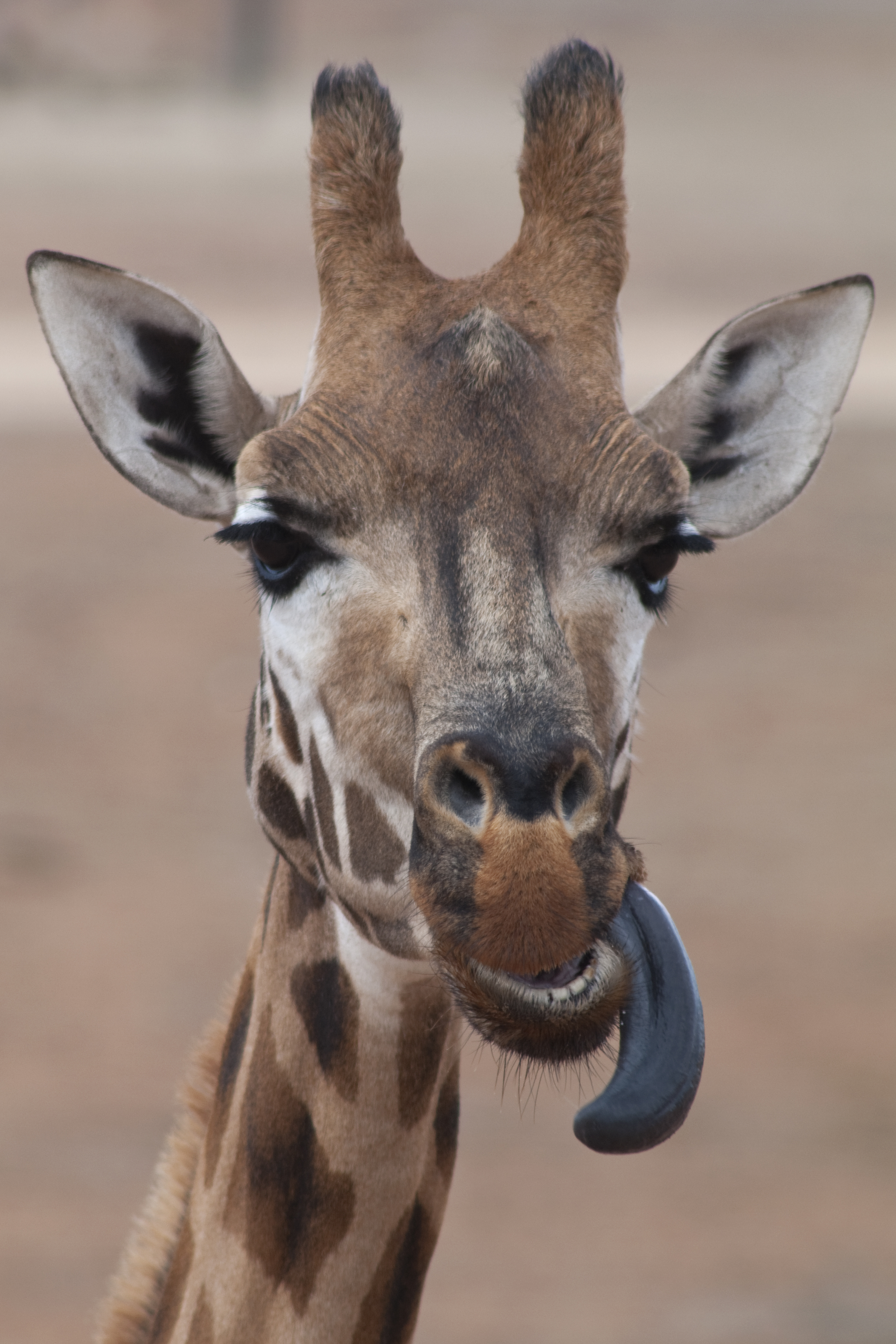
キリンの舌
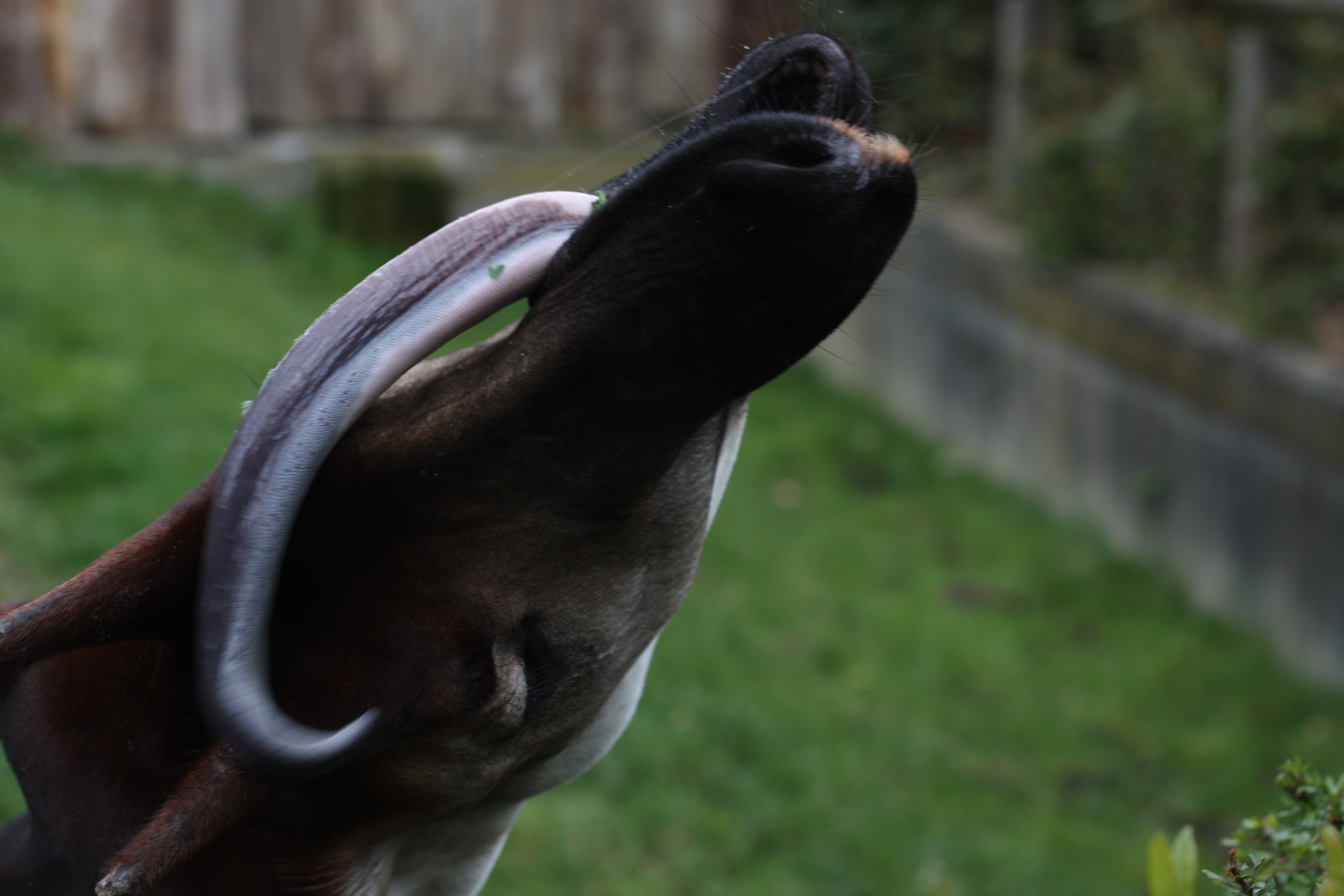
オカピの舌
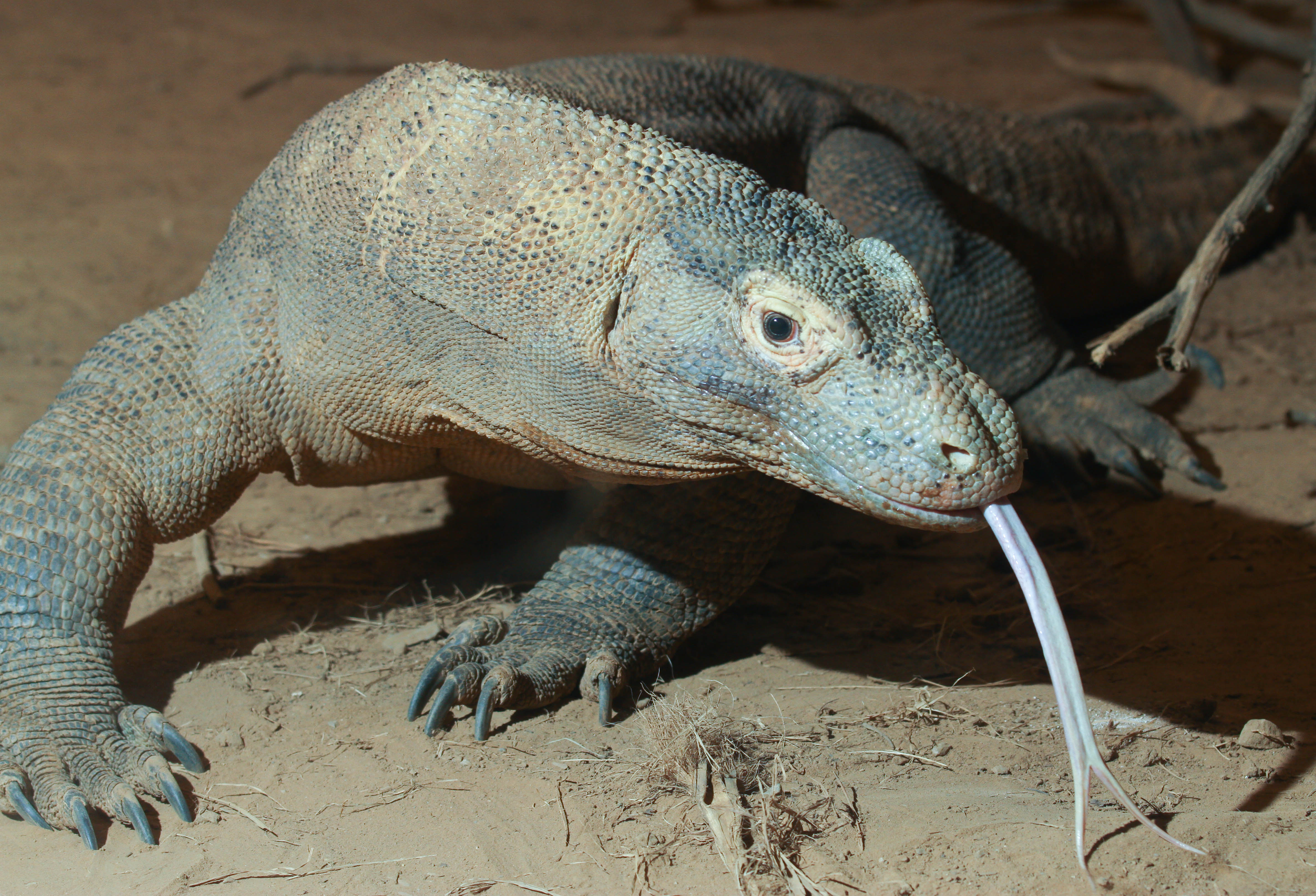
コモドドラゴンの舌
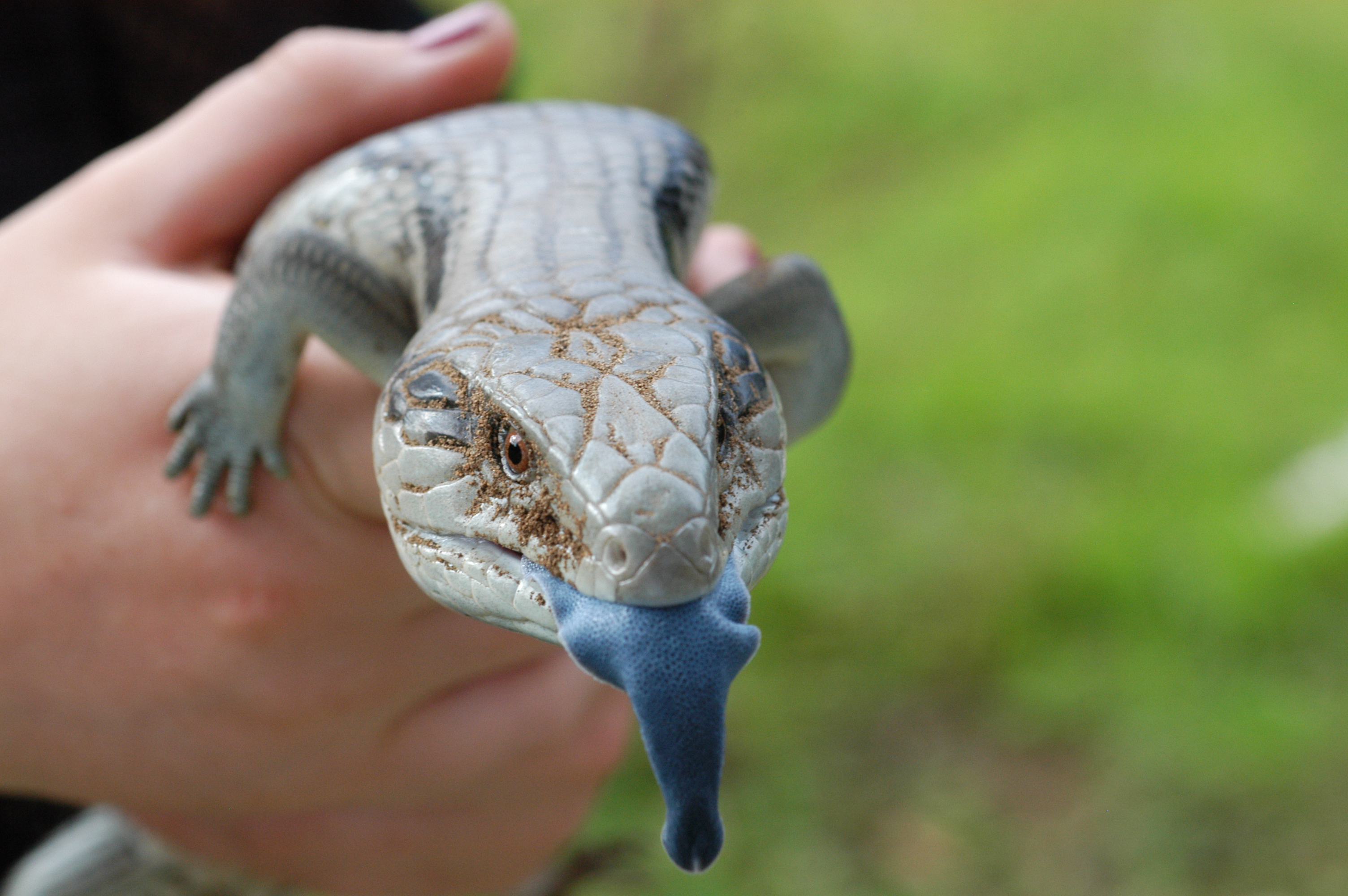
ハスオビアオジタトカゲの舌

## 食材としての舌

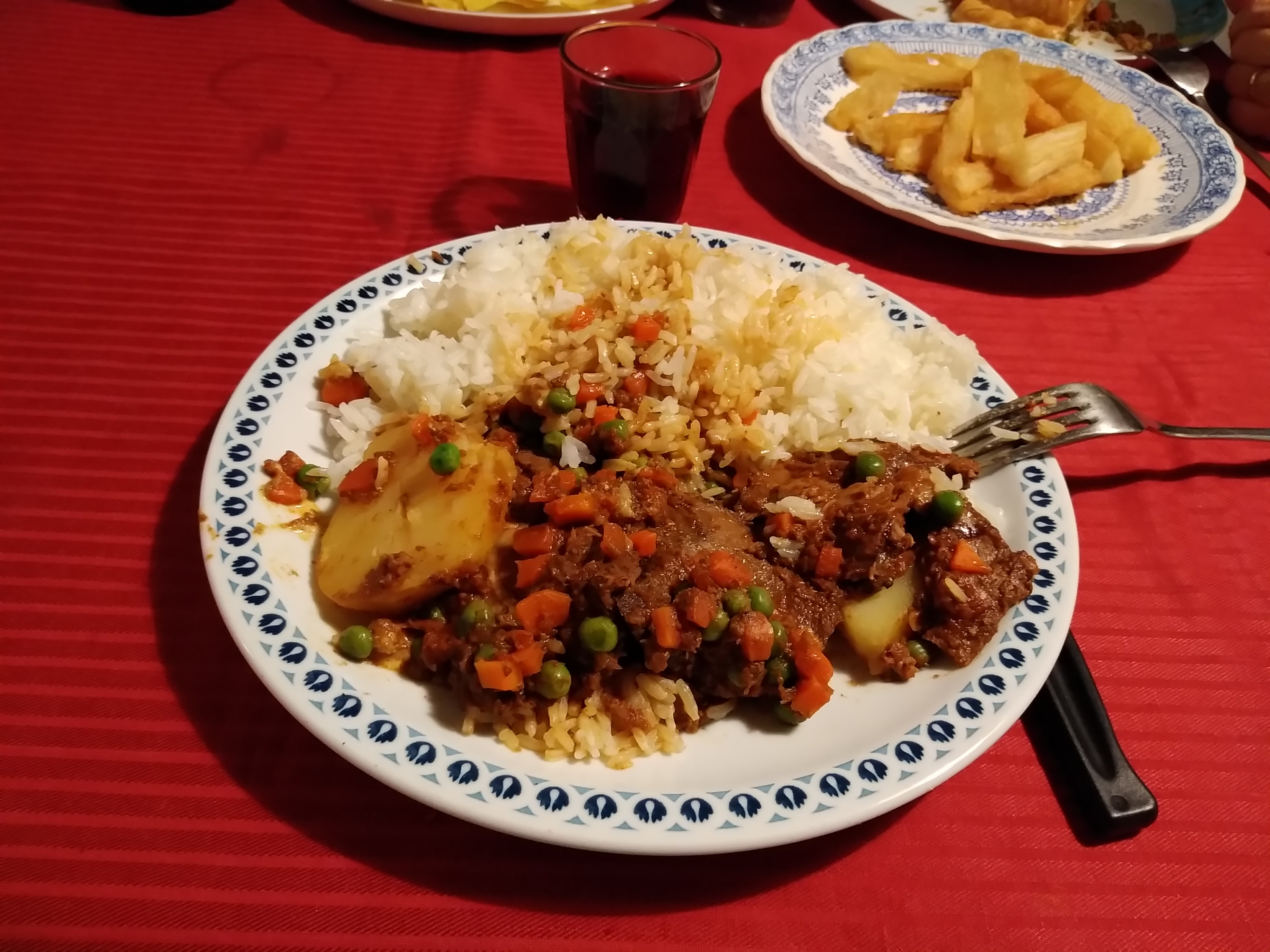
牛タンを煮込んだペルー料理

大型動物の舌は食材として用いられている。豚・馬・牛（牛タン）・鯨（さえずり）などが知られる。筋肉質なのでこりこりしている。
中華料理では、アヒルの舌を鴨舌（ヤーシャー）と呼び食材とする。
ノルウェーでは、タラの舌を食材とする。
- Zungenragout（ドイツ語版） - 舌の煮込み
- ブラッドソーセージ、タンソーセージ（ロシア語版）
- Pökelzunge（ドイツ語版） ‐ 舌の塩漬け
- タントースト
- Lengua a la vinagreta（スペイン語版） ‐ アルゼンチンなどの料理

## 文化の上での舌
舌は喋ることの象徴であり、「二枚舌」、「舌が回る」などの表現に使われる。「嘘をつくと閻魔大王に舌を抜かれる」などもこれであろう。また英語、イタリア語、ハンガリー語などのように舌を表す単語そのものが言語を意味することがある。味覚に結びついた表現としては「舌が肥える」などがある。
「舌を出す」や「舌を入れる」などは上記とはやや意味が異なる。表情としては、一般に舌を出すのは普通の状態とは見なされない。アカンベーのように侮蔑の表現になったり、失敗をごまかすなど笑いを誘うものとなったり、あるいは色気を演出する物となる例もある。
仏教における仏陀の特長の一つに、舌が大きくて顔全部を覆える、というのがある。
- アルバート・アインシュタイン：舌を出した肖像写真が有名

## 舌を噛むことによる自殺
日本の時代劇などの創作物で「舌を噛んで自害」というようなシーンがあり、失血死とも、収斂した舌が気道を塞ぐことによる窒息死とも言われるが、舌には失血死するほどの血を出血させる大きな血管はなくまた、筋肉質であるため噛み切ることも容易ではない。取り調べや拷問など拘束された状態からの自殺に用いられ、猿轡を噛ませるか歯を抜くことでこれを防ぐ。なお、2003年に二件この方法による自殺が発生している。一つは福岡県で暴力団員が傷害事件を起こし、警察によって取り押さえられる際に舌を噛み切り自殺を図り、窒息死と報道されたが司法解剖を行い、死因は急性心機能不全だったことが分かった。アルコール依存症で心臓がかなり弱っていて、留置場で心不全を起こしたのだろう。その時に、舌を出していたので舌を噛んで死んだように見えたのだろう。もう一つは静岡県警沼津署で、3月26日に画家が殺人未遂の取調べ中に舌を噛み、まもなく死亡した事件である。

## 舌医療について
舌癌などの舌に関わる医療は、主に歯科医師（特に口腔外科）や耳鼻科医が担当する。また、他組織からの移植など大規模手術が必要な場合は、医師と歯科医師の合同チームで治療が行われる。これについては、平成8年に「歯科口腔外科に関する検討会」が開催され、悪性の口腔疾患や他部位の移植が必要な治療の場合は、歯科医師と医師が適切に連携する必要があるとしている。また、舌は嚥下など生理学的活動でも重要な役目を果たす為、歯科系大学病院では口腔生理学や口腔解剖学の専門家、言語聴覚士などを交えた医療を提供している。

## 形態としての舌
ヒトの舌のように、扁平で先端が丸っこく、水平に広がって受けるような形を舌状という。たとえばキク科の頭状花序において、周辺の花びら状の花は舌状花という。また、その形から名付けられたものにウシノシタなどのシタビラメ、シタムシなどの例がある。

## 舌に生じる主な異常・疾患
溝状舌舌背の表面に多数の溝がみられる状態。
地図状舌舌背の一部に発生した灰白色の辺縁で縁どられた赤斑が不規則な病巣として広がる状態。
毛舌舌の糸状乳頭は強く角化し、その角化層に表面や内部に多くの細菌塊が見られる状態。着色を伴う。
正中菱形舌炎舌背部に菱形、楕円形の乳頭のない赤い平滑な部分が存在する状態。正中菱形舌炎という名称であるが、真の炎症ではなく非炎症性の病変である。
口内炎口の中や舌の粘膜に起きる炎症の総称。症候の一つ。
舌苔舌に付着する白い苔状のもの。
苺舌猩紅熱時に見られる、舌乳頭が炎症で赤く腫大している状態。
舌癌口腔癌の一つで、舌前方2/3（有郭乳頭より前方）と舌下面の範囲で発生する腫瘍。口腔癌の中でもっとも多い。
舌小帯短縮症舌小帯の付着異常。授乳障害、構音障害の要因になる事がある。

### ギャラリー

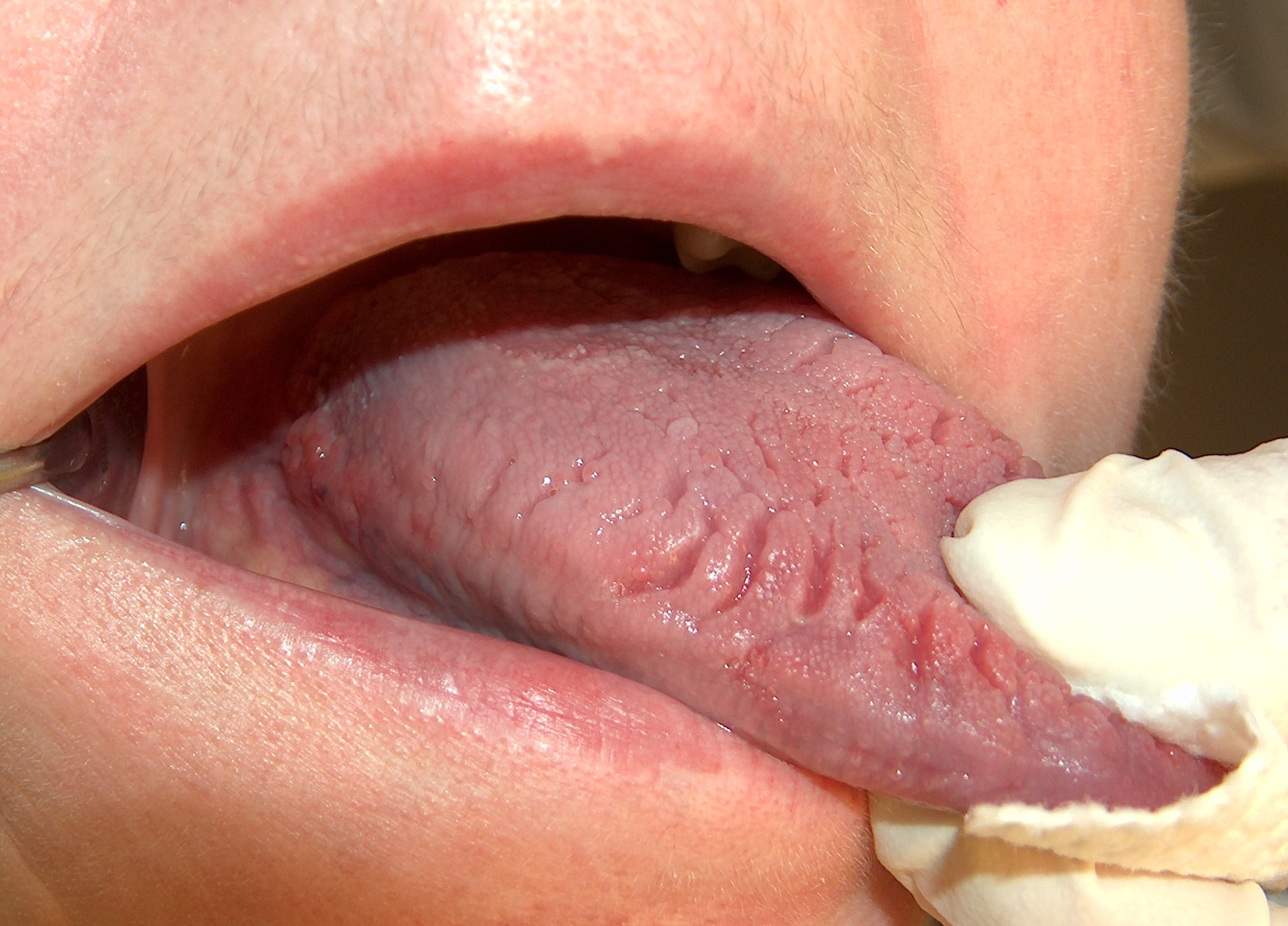
溝状舌
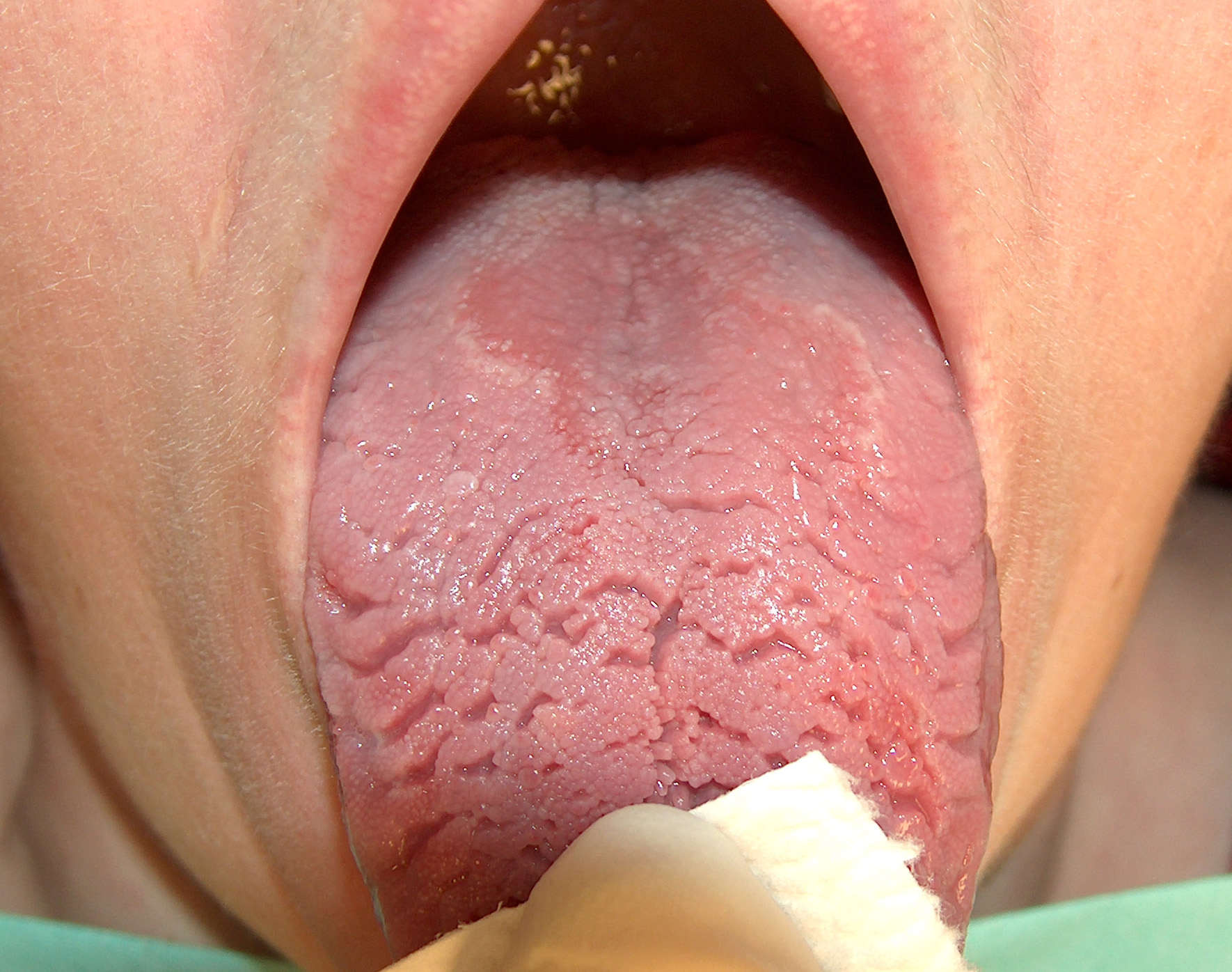
地図状舌
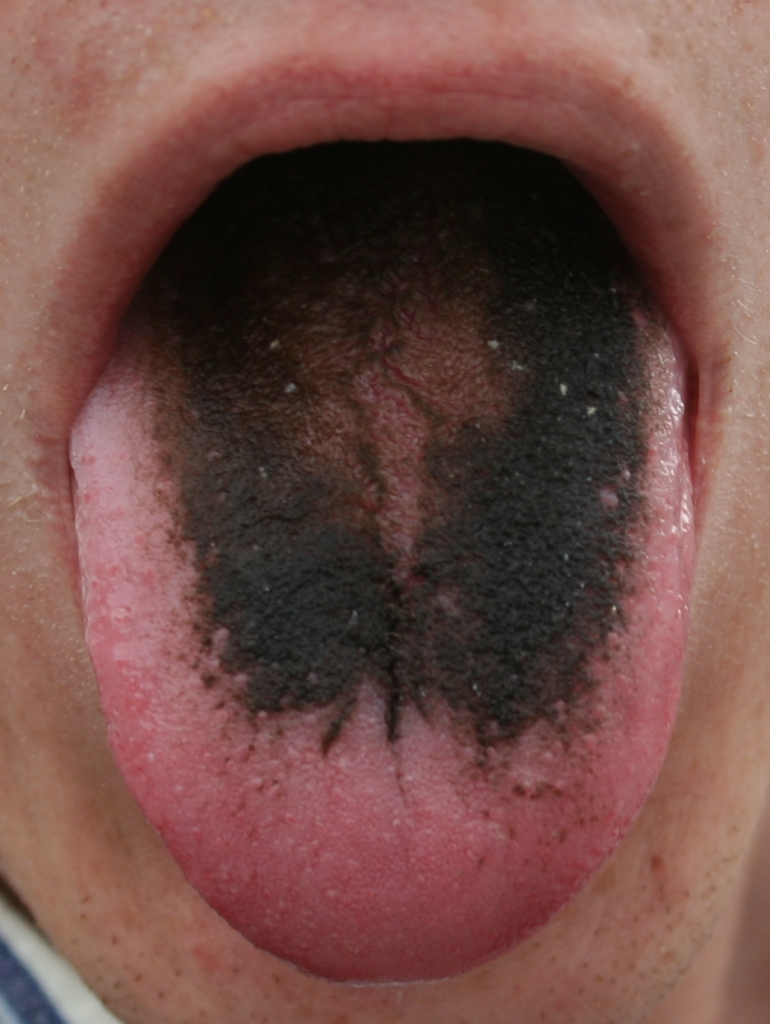
黒毛舌
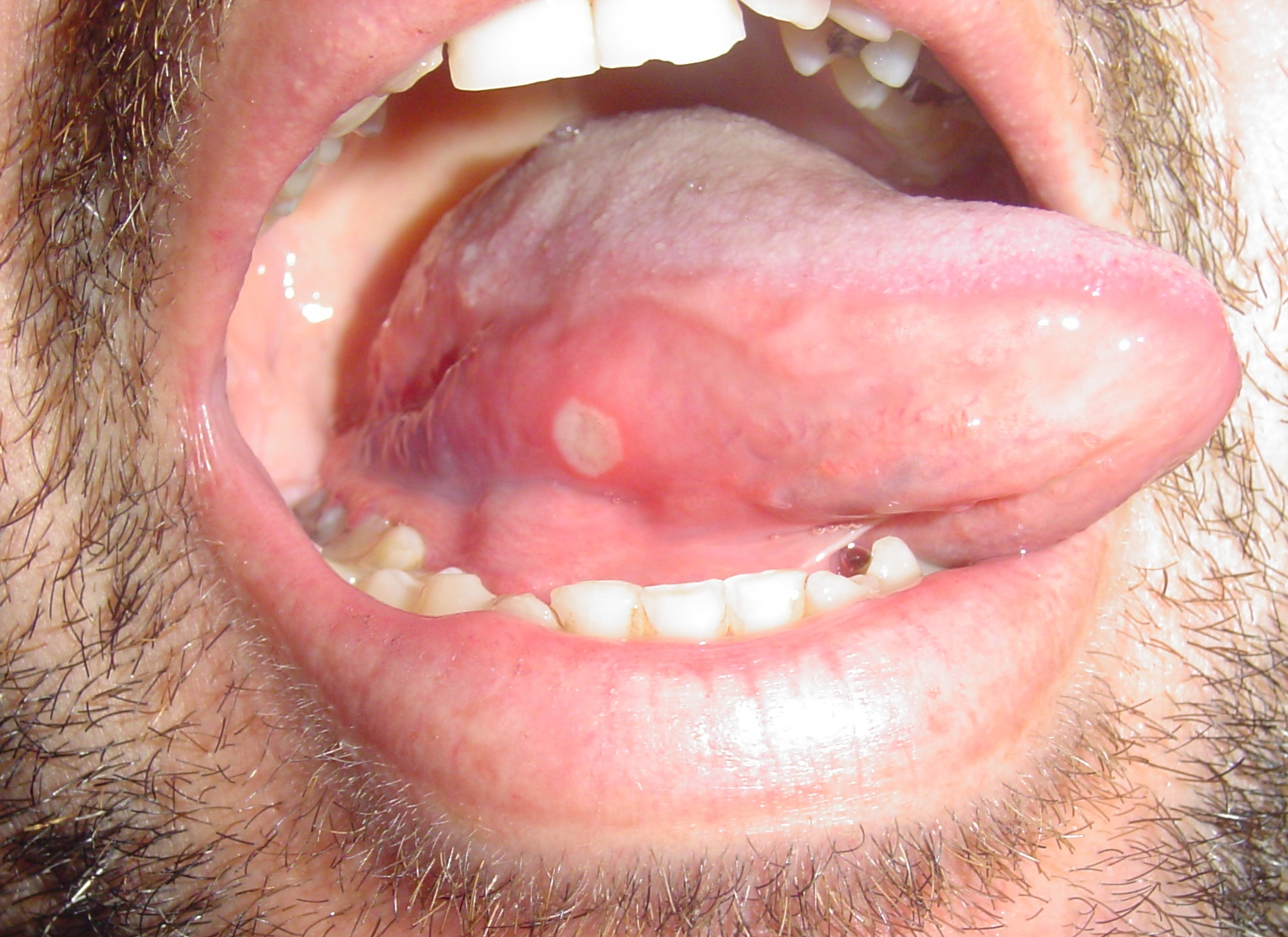
アフタ性口内炎
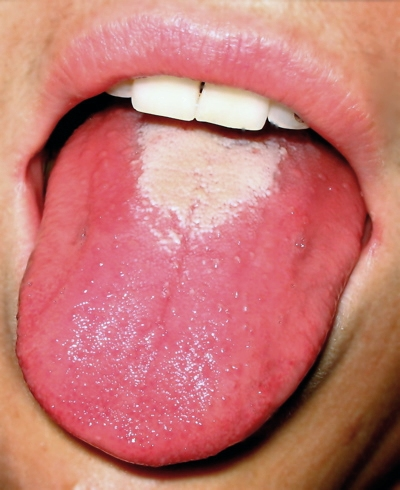
舌苔と苺舌
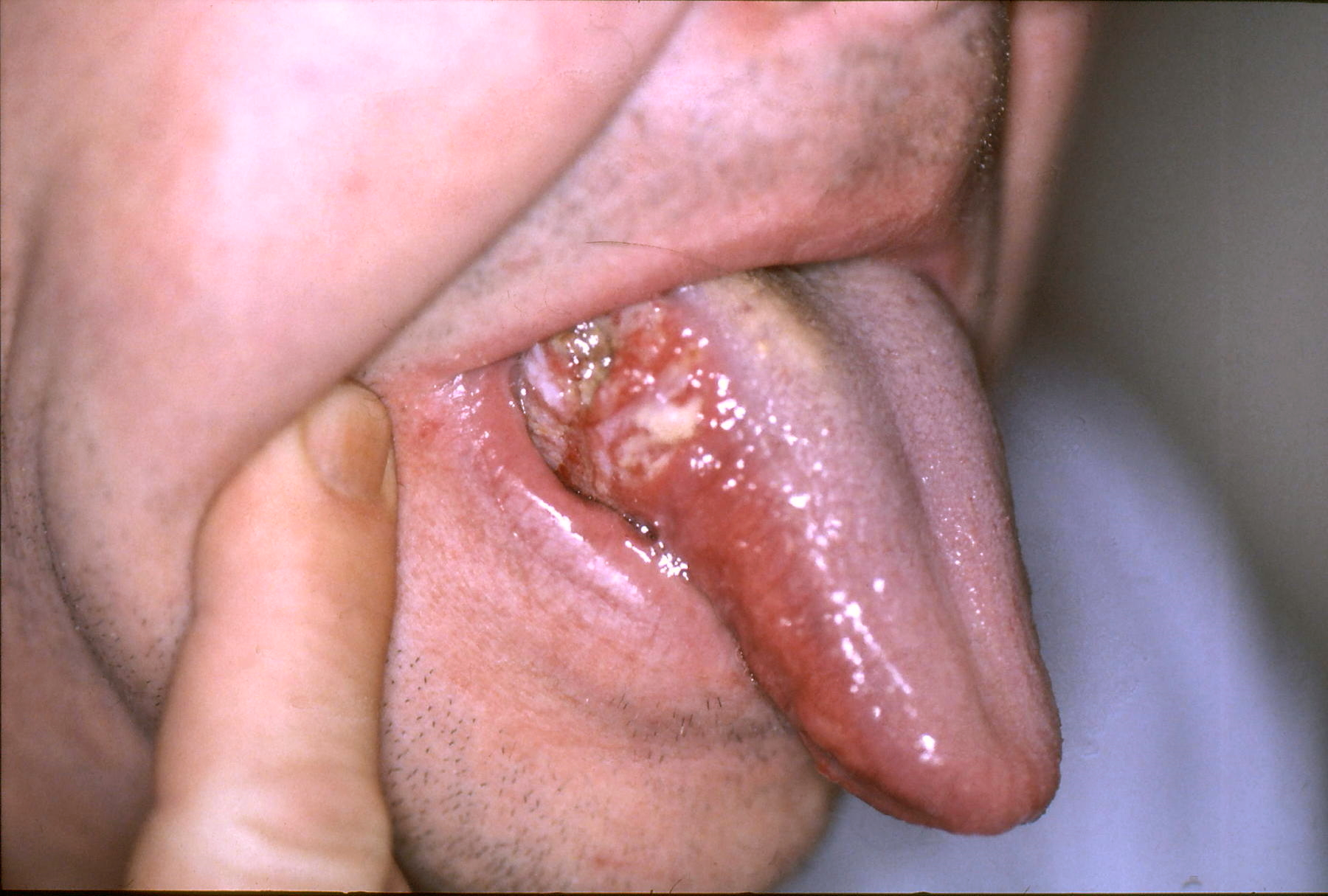
舌癌
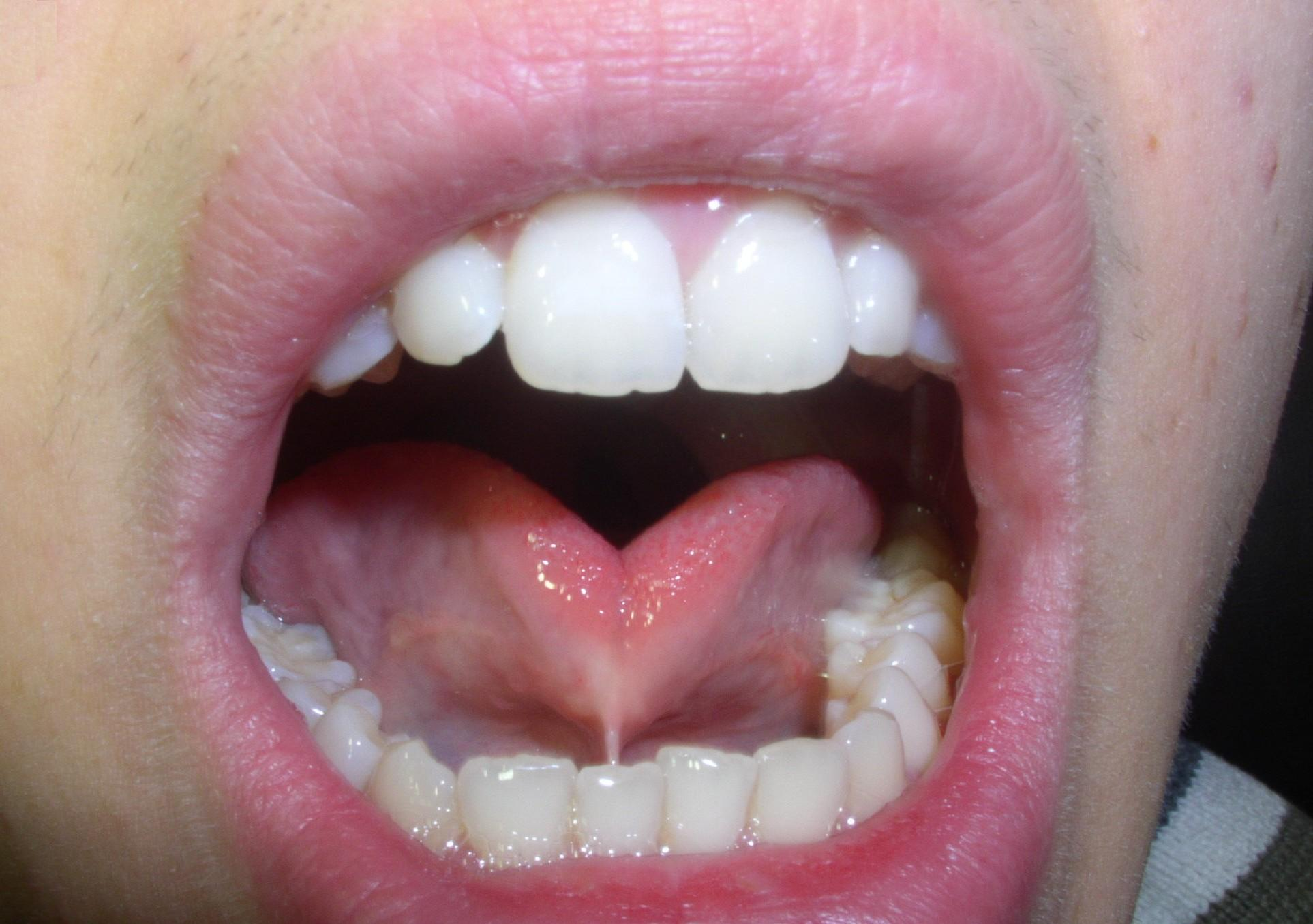
舌小帯短縮症

## 都市伝説
「舌の甘味や苦味を感じる場所はそれぞれ完全に分かれている」といわれているがデマ。舌には味蕾という甘味、苦味、酸味など全てを感知する組織が全体にあり、完全に分かれている訳では無い。元々は1950年にドイツの生理学者によって発表された味覚地図というものがあり、その部分だけが強く感じるという表したものであり、その部分だけしか感じ取れないという誤解が広まってしまっている。